# 北九州学術研究都市連携大学院
北九州学術研究都市連携大学院（きたきゅうしゅうがくじゅつけんきゅうとしれんけいだいがくいん）は早稲田大学、九州工業大学、北九州市立大学が参加する連携大学院、北九州学術研究都市で行われている取組み。2009年度文部科学省『戦略的大学連携支援事業』に選定され、国の支援を受けて実施されている。世界全体で起きている自動車の電子化についての競争に対応すべく、連携大学院にカーエレクトロニクスコースを設けている。九州最大の工業地帯である北九州工業地帯に位置する。

## 所在地
- 福岡県北九州市若松区ひびきの

## 交通
- JR折尾駅→折尾駅西口バス停→市営バス→　学研都市ひびきのバス停（※所要時間15分）
- JR黒崎駅→黒崎駅バス停→市営バス→学研都市ひびきのバス停（※所要時間30分）
- 自動車の場合、北九州高速道路黒崎出入口（黒崎・折尾出口下車　折尾方面へ）→学術研究都市（※北九州都市高速道路黒崎出入口からの所要時間　20分）